# A Heart to Let
A Heart to Let è un film muto del 1921 diretto da Edward Dillon.

## Trama
Agatha Kent eredita dalla zia un edificio nel Sud. Cercando pensionanti, la ragazza fa pubblicare un annuncio cui risponde Burton Forbes che, da ragazzo, ha conosciuto la zia. Cieco e solo al mondo, Burton ha appena rotto con la fidanzata. Commosso per la gentilezza di Agatha (che gli si è presentata nei panni della zia), il giovane si innamora di lei. E, quando la sua ex fidanzata ritorna da lui, che è riuscito a recuperare la sua fortuna attraverso una fortunata operazione finanziaria, lui le preferisce la dolce Agatha.

## Produzione
Il film fu prodotto dalla Realart Pictures Corporation.

## Distribuzione
Distribuito dalla Realart Pictures, il film uscì nelle sale cinematografiche USA il 19 luglio 1921.